# Wappen der Bahamas
Das Wappen der Bahamas wurde am 7. Dezember 1971 durch Königin Elisabeth II. verliehen.

## Beschreibung
Das Wappen ist von Blau und Weiß geteilt. Oben eine goldene aufgehende Sonne.
In der unteren Hälfte des Wappenschildes ist die Karavelle Santa Maria von Christoph Kolumbus mit goldenen Segeln abgebildet. Diese befindet sich seit 1971 im Wappen der Bahamas und soll an die Landung Kolumbus auf den Bahamas erinnern. Das Wappen enthält im Schild die Nationalsymbole. Schildhalter sind heraldisch rechts ein Marlin und links ein Flamingo.
Auf dem Schild ein goldener Helm mit blau goldenen Helmdecken. Helmkleinod ist eine Muschel auf einer blau-weißen Helmwulst von grüner Pflanze umgeben, was die Vielfalt des Meeres symbolisiert.
Das Postament zeigt rechts das Meer und links ein Land. Darüber liegt ein  goldenes Band mit blauer Rückseite mit dem englischen Wahlspruch der  steht:
„Forward Upward Onward Together.“
(Vorwärts, Aufwärts, Weiter, Gemeinsam.)

## Symbolik
Die Wappentiere, die den Schild umgeben, sind die Nationaltiere. Der Flamingo steht auf dem Land und der Marlin auf dem Wasser, was auf die geografische Lage der Insel hinweist.
Die pulsierenden Farben des Wappens sollen auf eine glänzende Zukunft des Landes hindeuten. Sie wurden ausgewählt, weil man davon ausging, dass sie eine besondere Anziehungskraft auf Touristen ausüben.
Die Karavelle Santa Maria soll an die Landung Kolumbus auf den Bahamas erinnern.

## Geschichte
Das Wappen löste ein Badge aus dem 18. Jahrhundert ab. In einem Gürtel mit der lateinischen Inschrift: Expulsis Piratis Commercia Restituta („Als die Piraten vertrieben waren, blühte der Handel wieder“) jagt ein britisches Kriegsschiff zwei Piratenschiffe. Auf dem Gürtel steht die Edwardskrone, unter dem Gürtel befindet sich ein Band mit dem Wort Bahamas.

Emblem 1869–1904 und 1953–1964
Emblem 1904–1953
Emblem 1964–1971